# George Burns
George Burns (registrado al nacer como Nathan Birnbaum; Nueva York, 20 de enero de 1896-Beverly Hills, California, 9 de marzo de 1996) fue un cómico y actor estadounidense. Su amplia carrera incluyó participaciones en teatro, cine, radio y televisión, incluidos algunos con su esposa, Gracie Allen. Sus rasgos más característicos durante sus casi 75 años de carrera fueron sus cejas arqueadas y el puro con el que siempre aparecía en escena. Pero más destacable fue su resurrección artística a una edad en la que la mayoría de las personas están retiradas o ya han fallecido. A partir de los 79 años, y hasta que falleció a los 100 años, George Burns conoció un nivel de fama que ya había perdido y que no conocía desde sus años en la radio. Incluso en los años 1990 apareció en un episodio de Los Simpson como hermano de C. M. Burns (el oso de Burns).

## Biografía
Nathan Birnbaum fue el noveno de doce hijos nacidos del matrimonio entre Louis y Dorothy Birnbaum en Nueva York. Sus padres fueron judíos inmigrantes oriundos de Kolbuszowa, Galitzia (actualmente en Polonia). Su padre fue cantor sustituto en la sinagoga local. A causa de la epidemia de gripe de 1903, su padre murió, lo que obligó a que Nattie (como era conocido por su familia) empezara a trabajar limpiando zapatos, haciendo recados o vendiendo periódicos.[cita requerida]
Burns dejó el colegio en cuarto grado para dedicarse al mundo del espectáculo. Como muchos intérpretes de su generación, probó prácticamente todos los ámbitos del espectáculo, desde el patinaje, el baile o el canto hasta el teatro. Durante esa época, comenzó a fumar puros, y adoptó el nombre por el que se le conoció el resto de su vida.[cita requerida]
Burns casi siempre actuaba con una mujer, a veces bailando y, en ocasiones, como pareja cómica. Fue con una de ellas, Gracie Allen, con la que se casó en 1926 en Cleveland, Ohio, y con quien permaneció durante treinta y ocho años, hasta la muerte de ella en 1964. La pareja adoptó dos hijos: Sandra Jean (1934-2010) y el actor Ronnie Burns (1935-2007).[cita requerida]
Burns comenzó en el mundo del cine en los años 30, con películas como Ondas musicales (1932), Casa internacional (1933), Viaje de placer (1934), The Big Broadcast of 1936 (1935), The Big Broadcast of 1937 (1936), Señorita en desgracia (1937) o College Swing (1938), donde Bob Hope hacía una de sus primeras apariciones en el cine.[cita requerida]
Burns y Allen fueron responsables indirectos de la aparición en el mundo del espectáculo de una de las parejas cómicas más famosas de la historia, Bob Hope y Bing Crosby. En 1938, William LeBaron, productor y director ejecutivo de la Paramount Pictures, tenía un guion preparado por Don Hartman y Frank Butler para ser protagonizado por la pareja Burns y Allen, junto a un joven llamado Bing Crosby. La historia no convencía mucho a la pareja, por lo que LeBaron pidió a los guionistas que reescribieran el guion para que fuera protagonizado por una pareja masculina. La película se llamó Ruta de Singapur (1940), fue protagonizada por Bob Hope y Bing Crosby y ha pasado a la historia como la primera película de la pareja Hope-Crosby.[cita requerida]
Por aquella época, Burns y Allen también comenzaron a hacer radio. Su primera aparición fue en 1932, y durante años fueron una de las parejas radiofónicas más populares de los Estados Unidos, con programas en los que representaban situaciones cómicas o tenían música en directo (durante un corto periodo de tiempo, el director musical de su programa fue la leyenda del swing Artie Shaw). Su programa más conocido, George Burns & Gracie Allen Show, contaba con la participación de intérpretes como Mel Blanc, Bea Benaderet y Hal March. La mayor parte de su carrera radiofónica la hicieron en la cadena NBC, aunque en 1948 se trasladaron a la CBS, donde en 1950 hicieron el salto a la televisión. Con un programa que se llamaba igual que el de radio, The George Burns & Gracie Allen Show, la pareja siguió cosechando el mismo éxito que habían tenido hasta ese momento.[cita requerida]
Siguiendo un consejo de Lucille Ball y Desi Arnaz, formaron una compañía propia, McCadden Corporation, con la que comenzaron a producir programas y anuncios de televisión. Además de su show, la compañía produjo series como The Bob Cummings Show; The People's Choice, protagonizada por Jackie Cooper; Mona McClusky, con Juliet Prowse; o Mister Ed, protagonizada por Alan Young y su caballo «parlante».
The George Burns & Gracie Allen Show estuvo en antena hasta 1958, cuando Gracie se retiró debido a sus problemas cardiacos. Fue en ese momento, cuando Burns cometió uno de los mayores errores de su carrera: continuar el programa sin ella. Todo el reparto se volvió a reunir para hacer el The George Burns Show, pero el resultado no fue el mismo sin Allen y el programa duró solo un año.
En 1964, Gracie Allen murió a causa de una ataque cardiaco, lo que hizo que Burns se volcara en el trabajo para intentar sobrellevar el dolor. McCadden Productions coprodujo la serie de televisión No Time for Sergeants, basada en una obra de Broadway, mientras que él se embarcó en una serie de actuaciones en teatros y clubs a lo largo de todo Estados Unidos, donde trabajó con compañeras como Carol Channing, Dorothy Provine, Jane Russell, Connie Haines y Berle Davis.
Ya en 1974, Jack Benny firmó un contrato para interpretar uno de los papeles principales en la versión cinematográfica de la obra de Neil Simon La pareja chiflada. La salud de Benny comenzó entonces a fallar, y tuvo que renunciar al papel. Su gran amigo Burns fue quien lo sustituyó en la película y constituyó el renacimiento de su carrera. Su interpretación del actor marchito Al Lewis le otorgó el Óscar de la Academia al mejor actor de reparto, convirtiéndose a su vez con 79 en la persona con más edad en recibirlo, superado posteriormente por Jessica Tandy (80) en 1989 y Christopher Plummer (82) en 2011.
A partir de ese momento, Burns volvió al cine, protagonizando películas como Oh, God! (1977), Oh, God! Book Two (1980) y Oh, God! You Devil (1984). En 1988 protagonizó Plantón al cielo, donde interpreta a un millonario que intercambia su cuerpo con el de su nieto de dieciocho años después de un accidente de coche. Su última película es Muerte en las ondas (1994), ya con noventa y ocho años de edad.
Burns falleció por causas naturales el 9 de marzo de 1996, cuarenta y nueve días después de celebrar su centenario.

## Filmografía
- Lambchops (1929)
- Fit to Be Tied (1930)
- Pulling a Bone (1931)
- The Antique Shop (1931)
- Once Over, Light (1931)
- 100% Service (1931)
- Your Hat (1932)
- Walking the Baby (1932)
- Oh, My Operation (1932)
- The Babbling Book (1932)
- Ondas musicales (1932)
- Let's Dance (1933)
- Hollywood on Parade No. 9 (1933)
- Casa internacional (1933)
- College Humor (1933)
- Viaje de placer (1934)
- We're Not Dressing (1934)
- Many Happy Returns (1934)
- Love in Bloom (1935)
- Here Comes Cookie (1935)
- The Big Broadcast of 1936 (1935)
- The Big Broadcast of 1937 (1936)
- College Holiday (1936)
- Señorita en desgracia (1937)
- College Swing (1938)
- Honolulu (1939)
- The Solid Gold Cadillac (1956)
- All About People (1967)
- A Look at the World of SOYLENT GREEN (1973)
- The Lion Roars Again (1975)
- La pareja chiflada (1975)
- Oh, God! (1977)
- Sgt. Pepper's Lonely Hearts Club Band (1978)
- Movie Movie (1978)
- Just You and Me, Kid (1979)
- Going in Style (1979)
- Oh, God! Book II (1980)
- Oh, God! You Devil (1984)
- Plantón al cielo (1988)
- Muerte en las ondas (1994)

## Programas de radio
- The Robert Burns Panatella Show 1932-1933; CBS
- The White Owl Program 1933-1934; CBS
- The Adventures of Gracie 1934-1935; CBS
- The Campbell's Tomato Juice Program 1935-1937; CBS
- The Grape Nuts Program 1937-1938; NBC
- The Chesterfield Program 1938-1939; CBS
- The Hinds Honey and Almond Cream Program 1939-1940; CBS
- The Hormel Program 1940-1941; NBC
- The Swan Soap Show 1941-1945; NBC, CBS
- Maxwell House Coffee Time 1945-1949; NBC
- The Amm-i-Dent Toothpaste Show 1949-1950; CBS

## Series de televisión
- The George Burns and Gracie Allen Show 1950-1958; CBS
- The George Burns Show 1958-1959; NBC
- Wendy and Me 1958-1959; NBC
- George Burns Comedy Week 1985; CBS

## Premios y distinciones
Óscar
| Año  | Categoría              | Película           | Resultado |
| ---- | ---------------------- | ------------------ | --------- |
| 1976 | Mejor actor de reparto | La pareja chiflada | Ganador   |

Globos de Oro
| Año  | Premio                      | Categoría                       | Película           | Resultado |
| ---- | --------------------------- | ------------------------------- | ------------------ | --------- |
| 1975 | XXXIII Premios Globo de Oro | Mejor actor – Comedia o musical | La pareja chiflada | Ganador   |

## Discografía
- Sings (1969)
- An evening wqith George Burns (1975)
- I wish i was eighteen again (1980)
- George Burns in Nashville (1980)
- Young at heart (1982)
- As times goes by (With Bobby Vinton) (1992)

Festival Internacional de Cine de Venecia
| Año  | Categoría                      | Película            | Resultado |
| ---- | ------------------------------ | ------------------- | --------- |
| 1980 | Premio Pasinetti - Mejor actor | Un golpe con estilo | Ganador   |